# Murvyn Vye
Murvyn Vye (* 15. Juli 1913 in Quincy, Massachusetts; † 17. August 1976 in Pompano Beach, Florida; eigentlich Marvin Wesley Vye Jr.) war ein US-amerikanischer Theater- und Filmschauspieler.

## Leben
Der Yale-Absolvent Murvyn Vye spielte Theater am Broadway, unter anderen in dem Musical Carousel die Rolle des Jigger Craigin, bevor er im Jahr 1947 seine erste Rolle in einem Film spielte. In dem Drama Goldene Ohrringe spielte er neben Ray Milland und Marlene Dietrich den Zigeuner Zoltan. Eine kleinere Rolle hatte Vye 1948 in dem Western Whispering Smith, neben Alan Ladd in der Titelrolle. In der Verfilmung von Mark Twains Ein Yankee am Hofe des Königs Artus, Ritter Hank, der Schrecken der Tafelrunde (1949), verkörperte Vye die Rolle des Merlin, während Bing Crosby den titelgebenden Yankee Hank Miller spielte. Ab 1950 spielte Vye auch in einigen Fernsehserien wie Perry Mason, Die seltsamen Abenteuer des Hiram Holliday und Die Unbestechlichen mit.
Im Jahre 1953 spielte Vye unter der Regie von Robert Wise in dem Kriegsfilm Durch die gelbe Hölle den Mongolenanführer Kengtu. Dieser ersten Zusammenarbeit mit Richard Widmark folgte im selben Jahr eine weitere. In Samuel Fullers Kriminalfilm Polizei greift ein übernahm Vye die Rolle des zynischen Polizisten Dan Tiger.
1954 stand Murvyn Vye mit Robert Mitchum und Marilyn Monroe für Otto Premingers Fluß ohne Wiederkehr vor der Kamera. Mit Martin Balsam und Rod Steiger spielte Vye 1959 in dem Gangsterfilm Al Capone. In Bert I. Gordons Kinderfilm Jimmy und die Piraten verkörperte er die Rolle des Blackbeard. Vye spielte 1965 in seinem letzten Film Andy, einem Drama von Richard Sarafian, die Nebenrolle eines Bartenders.

## Filmografie (Auswahl)
- 1947: Goldene Ohrringe (Golden Earrings)
- 1948: Der Todesverächter (Whispering Smith)
- 1949: Ritter Hank, der Schrecken der Tafelrunde (A Connecticut Yankee in King Arthur’s Court)
- 1951: Aufgelesen (Pickup)
- 1952: Der Weg nach Bali (Road to Bali)
- 1952: Budapest antwortet nicht (Assignment – Paris!)
- 1953: Durch die gelbe Hölle (Destination Gobi)
- 1953: Polizei greift ein (Pickup on South Street)
- 1954: Der blaue Mustang (Black Horse Canyon)
- 1954: Grünes Feuer (Green Fire)
- 1954: Fluß ohne Wiederkehr (River of No Return)
- 1955: Flucht nach Burma (Escape to Burma)
- 1955: Piratenblut (Pearl of the South Pacific)
- 1956: Fanfaren der Freude (The Best Things in Life Are Free)
- 1957: Mit dem Satan auf Du (Short Cut to Hell)
- 1957: Kein Platz für feine Damen (This Could Be the Night)
- 1957: Voodoo Island
- 1958: Girl in the Woods
- 1958: Hölle, wo ist dein Schrecken (In Love and War)
- 1958: Keine Angst vor scharfen Sachen (Rally ’round the Flag, Boys!)
- 1959: Al Capone
- 1960:	Jimmy und die Piraten (The Boy and the Pirates)
- 1961:	King of the Roaring ’20s: The Story of Arnold Rothstein
- 1961:	The George Raft Story
- 1964: Preston & Preston (The Defenders, Fernsehserie, 1 Folge)
- 1965:	Andy